# Данн (тауншип, Миннесота)
Данн (англ. Dunn) — тауншип в округе Оттер-Тейл, Миннесота, США. На 2000 год его население составило 855 человек.

## География
По данным Бюро переписи населения США площадь тауншипа составляет 94,9 км², из которых 67,9 км² занимает суша, а 27,0 км² — вода (28,49 %).

## Демография
По данным переписи населения 2000 года здесь находились 855 человек, 388 домохозяйств и 287 семей.  Плотность населения —  12,6 чел./км².  На территории тауншипа расположена 1491 постройка со средней плотностью 22,0 построек на один квадратный километр. Расовый состав населения: 99,77 % белых, 0,12 % — других рас США и 0,12 % приходится на две или более других рас. Испанцы или латиноамериканцы любой расы составляли 0,23 % от популяции тауншипа.
Из 388 домохозяйств в 19,8 % воспитывались дети до 18 лет, в 69,6 % проживали супружеские пары, в 2,6 % проживали незамужние женщины и в 26,0 % домохозяйств проживали несемейные люди. 22,7 % домохозяйств состояли из одного человека, при том 9,3 % из — одиноких пожилых людей старше 65 лет. Средний размер домохозяйства — 2,20, а семьи — 2,54 человека.
17,7 % населения — младше 18 лет, 3,3 % — в возрасте от 18 до 24 лет, 19,4 % — от 25 до 44, 37,8 % — от 45 до 64, и 21,9 % — старше 65 лет. Средний возраст — 51 год. На каждые 100 женщин приходилось 109,6 мужчин.  На каждые 100 женщин старше 18 приходилось 105,2 мужчин.
Средний годовой доход домохозяйства составлял 41 618 долларов, а средний годовой доход семьи —  47 143 доллара. Средний доход мужчин —  33 438  долларов, в то время как у женщин — 21 827. Доход на душу населения составил 25 247 долларов. За чертой бедности находились 4,1 % семей и 7,9 % всего населения тауншипа, из которых 7,3 % младше 18 и 13,8 % старше 65 лет.